# Академичен народен хор
Академичният народен хор при Академията за музикално, танцово и изобразително изкуство в Пловдив е създаден през 1980 г.
В сравнително кратък срок той отбелязва блестящи постижения. С изключително високото си художествено равнище, той се равнява по технически и художествени възможности с редица професионални хорове, изпълнявайки песни, създадени на фолклорна основа, преодолявайки вокално-технически, фактурни и интерпретационни трудности.
Хорът притежава широк диапазон в стиловата палитра на своя репертоар – от изворната народна песен от различни региони на страната, до многогласни обработки, авторски композиции, изградени с авангардни изразни средства (вкл. Алеаторни и сонористични), старинни ортодоксални песнопения и др.
За Академичния народен хор са написани и посветени много творби от Иван Спасов, Стефан Мутафчиев, Асен Диамандиев, Кирил Стефанов, Николай Стойков, Николай Кауфман, Анастас Наумов, Красимир Кюркчийски и др., на които осъществява първи изпълнения. С тях хорът става родоначалник на явлението „нова фолклорна вълна“, характеризиращо се с интонации и метроритми, вградени в творчеството на българските композитори, с обогатяването на музикалния фолклор със съвременни изразни средства, както и с високия професионализъм на интерпретация.
Изключителни са успехите на хора в многобройните му концерти в страната и чужбина (Белгия, Швейцария, Италия, Франция, Русия, Финландия, Полша и др.)
Високи оценки от наши и чужди специалисти са получени от участията му в международни фестивали – „Бидгошки музикални импресии“ – Полша, „Гуртенфестивал“ – Швейцария, Фландърски фестивал – Белгия, „Европалия“ – Белгия, в Прегледите „Нова българска музика“ и др.
Отзивите на чуждестранната музикална критика за хора отразяват оригиналния певчески стил и завладяващото изкуство, осъществявайки „нещо, което надминава представата за българската народна песен“, трогващи „с красотата, прецизността, артистична свобода и стабилна интонация“.
Диригенти на Академичния народен хор са били доц. Стефан Мутафчиев и проф. Василка Спасова, която е в основата на големите успехи на хора.
От есента на 2004 г. Гл. диригент на хора е доц. д-р Костадин Бураджиев. Хорът е в нов формат – изграден е само от студенти по народно пеене от всички специалности в АМТИИ. През 2005 г. хорът печели I награда на Междунарония фолклорен фестивал в Албена. През 2005 – 2006 г. хорът осъществява редица записи за Българското национално радио. В началото на 2008 г. издават CD „Български фолклорни хорови шедьоври“ с композиции на композитора Красимир Кюркчийски. Най-големият успех и признание хорът получава на проведената през 2008 г. в Грац, Австрия 5-а световна хорова олимпиада (World Choir Games). В съревнование с 54 хора от цял свят, Академичният народен хор завоюва „Златен медал“ и званието „Световен шампион“ в категория „Фолклор“ – първа титла за България от най-големия хоров конкурс в света.